# ケンガ・マジケ

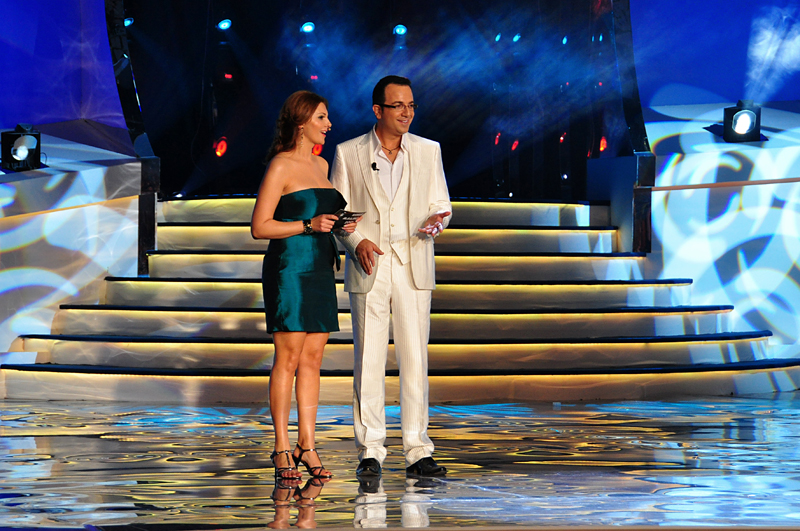
ケンゲ・マジケ2009にて、司会者のアルディト・ジェブレア（右）

ケンガ・マジケ（アルバニア人:Kënga Magjike、「魔法のうた」）は、アルバニアの音楽フェスティバルのひとつである。
その制作や放送を担当するメディアは毎回同じとは限らず、これまでにアルバニアではシュチプタルラジオ・テレビ（RTSh）やクランTV（Klan TV）、TVA（TVA）やRTV NRG、コソボではRTV21（RTV21）やコソボ・ラジオ・テレビジョン（Radio Television of Kosovo）などがあった。
ケンガ・マジケは1999年より始まったイベントであり、司会は2011年まで毎年アルディト・ジェブレア（Ardit Gjebrea）が担当している。例年、毎年11月に開催されるが、時期がずれる年もある。2005年以降は、大会の準決勝および決勝で歌われる楽曲は、その1か月前に「Duke Pritur Kënga Magjike（待ち遠しいケンガ・マジケ）」という番組で放送される。視聴者は電話やショートメッセージサービス、ウェブサイトを通じて気に入った楽曲に投票でき、この結果と審査員投票の結果を併せて、準決勝の中から決勝進出者が選ばれる。
大会で録音された音源の再生が用いられていることなどへの批判もあるが、アルバニア国外に住むアルバニア人のミュージシャンも多く参加しており、多種多様な音楽をアルバニアおよびその周辺諸国（コソボ、マケドニア共和国など）の幅広い大衆に発信する良い機会となっている。この大会で注目を集めることで、広くアルバニア語圏で楽曲や歌手の人気・知名度を高める機会となる。
他のアルバニア語圏の代表的な音楽祭と比較すると、ケンガ・マジケはポップな作風のものが中心であるのに対して、トップ・チャンネル（Top Channel）主催のトップ・フェスト（Top Fest）はオルタナティヴやロックが中心であり、またフェスティヴァリ・イ・ケンゲス（Festivali I Këngës）はパワー・バラッドや重いテーマの曲が多い傾向にある。
ケンガ・マジケの司会は1999年以降アルディト・ジェブレアが務めており、ジェブレアが一人で司会を務める場合もあれば、ナタリア・エストラーダ（Natalia Estrada、2001年および2002年）、ブリジット・ニールセン（2003年）などのゲスト司会が加わる場合もある。

## 各年の優勝曲
| 年     | 大会             | 歌手                                                                          | 楽曲                          | 作曲者                                     | 作詞者                               |
| ------ | ---------------- | ----------------------------------------------------------------------------- | ----------------------------- | ------------------------------------------ | ------------------------------------ |
| 1999年 | Kënga Magjike 01 | エルサ・リラ（Elsa Lila）                                                     | "Vetëm një fjalë"             | アルフレド・カチナリ（Alfred Kaçinari）    | ヨルゴ・パピンジ（Jorgo Papingji）   |
| 2000年 | Kënga Magjike 02 | イルマ・リボホヴァ（Irma Libohova） & エランダ・リボホヴァ（Eranda Libohova） | "Një mijë ëndrra"             | クリスティ（Kristi）                       | イルマ・リボホヴァ                   |
| 2001年 | Kënga Magjike 03 | ロヴェナ・ディロ（Rovena Dilo） & ピロ・チャコ（Pirro Çako）                  | "Për një çast më ndali zemra" | ピロ・チャコ                               | ティモ・フロコ（Timo Flloko）        |
| 2002年 | Kënga Magjike 04 | ミラ・コンチ（Mira Konçi）                                                    | "E pathëna fjalë"             | シュペティム・サラチ（Shpëtim Saraçi）     | パンディ・ラチョ（Pandi Laço）       |
| 2003年 | Kënga Magjike 05 | エマ・ビュテュチ（Ema Bytyçi）                                                | "Ku je ti"                    | アドリアン・ヒラ（Adrian Hila）            | アドリアン・ヒラ                     |
| 2004年 | Kënga Magjike 06 | イルマ・リボホヴァ                                                            | "Prapë tek ti do të vij"      | イルマ・リボホヴァ                         | フロリアン・コンディ（Floran Kondi） |
| 2005年 | Kënga Magjike 07 | ゲンタ・イスマイリ                                                            | "Nuk dua tjetër"              | アドリアン・ヒラ                           | アドリアン・ヒラ                     |
| 2006年 | Kënga Magjike 08 | アルメンド・レジェパギチ（Armend Rexhepagiqi）                                | "Kur dashuria vdes"           | アルメンド・レジェパギチ                   | アイダ・バラク（Aida Baraku）        |
| 2007年 | Kënga Magjike 09 | アウレラ・ガチェ                                                              | "Hape veten"                  | フロリアン・ムマイェシ（Florjan Mumajesi） | ティモ・フロコ                       |
| 2008年 | Kënga Magjike 10 | ヨニダ・マリチ（Jonida Maliqi）                                               | "Njëri nga ata"               | カリオピ                                   | アイダ・バラク                       |
| 2009年 | Kënga Magjike 11 | エリザ・ホジャ（Eliza Hoxha） & ロセラ・ジュルベグ（Rosela Gjylbegu）         | "Rruga e zemrës"              | ダルコ・ディミトロフ                       | エリザ・ホジャ                       |
| 2010年 | Kënga Magjike 12 | ユリアナ・パシャ & ルイズ・エイリ                                             | "Sa e shite zemren?"          | ピロ・チャコ                               | ピロ・チャコ                         |
| 2011年 | Kënga Magjike 13 | レドン・マカシ（Redon Makashi）                                               | "Më lër të Fle"               | レドン・マカシ                             | レドン・マカシ                       |